# Leptailurus serval brachyurus
Leptailurus serval brachyurus es una subespecie de  mamíferos carnívoros  de la familia Felidae.

## Distribución geográfica
Se encuentra en el Sahel, el África Occidental y Etiopía.